# America Olivo
America Olivo (ur. 5 stycznia 1978 w Los Angeles w Kalifornii) – amerykańska aktorka i wokalistka związana z zespołem Soluna.

## Życiorys
Córka Miss Kanady z 1959 roku, Daniki D’Hondt, siostra producentek filmowych Corinne Olive i Denise Olivo oraz aktora Jasona Brooksa. Szkołę średnią ukończyła jako szesnastolatka. Wychowywała się w Hidden Hills w Kalifornii. Uczęszczała do California Institute of the Arts, lecz jest absolwentką The Juilliard School w Nowym Jorku.

## Kariera filmowa
- 2002: One World Jam jako Soluna
- 2002: The Late Late Show with Craig Kilborn jako gość muzyczny
- 2005-2006: Dr House (House, M.D.) jako Ingrid
- 2006: Jak poznałem waszą matkę (How I Met Your Mother) jako piękna kobieta
- 2008: Szpital miejski (General Hospital) jako Marianna
- 2008: Iron Man jako piękność z Dubaju
- 2008: The Thirst: Blood War jako Amelia
- 2009: Sąsiadka (Neighbor) jako sąsiadka-morderczyni
- 2009: Piątek, trzynastego (Friday the 13th) jako Amanda
- 2009: The Last Resort jako Sophie
- 2009: Transformers: Revenge of the Fallen jako Frisbee Girl
- 2012: Maniac jako Angela Zito
- 2013-2014: Degrassi: Nowe pokolenie[1] jako pani Rivas
- 2014, 2018: Chicago PD[1] jako  Laura Dawson
- 2015: Mission: Impossible – Rogue Nation jako Turandot
- 2016-2017: Degrassi: Next Class jako Consuela Rivas

## Kariera muzyczna

### Albumy
- For All Time (wydany 14 maja 2002)

### Single
- For All Time
- Bring it to Me